# Qi Wei
Qi Wei (nacida en Chengdu, provincia de Sichuan) también conocida como Stephy Qi, es una cantante y presentadora de televisión china.

## Biografía
En 2014 se casó con el actor surcoreano-americano Lee Seung-hyun (Nathan Lee) en Las Vegas, en enero de 2015 la pareja le dio la bienvenida a su hija, Lucky.

## Carrera
En octubre de 2019 fue nombrada como embajadora de la marca "Hilton" en la región de la Gran China.
El 17 de octubre del mismo año se unió al elenco principal de la serie No Secrets donde interpretó a la defensora pública Lin Xingfan, hasta el final de la serie el 15 de noviembre del mismo año.
En 2020 se unirá al elenco principal de la serie HUM∀NS donde dará vida a An Xi.
Ese mismo año se unirá al elenco principal de la serie Breath of Destiny donde interpretará a una doctora.

## Filmografía

### Series de televisión
- Calls Visionary - Qi Wei (2006)
- Summer's Desire - Novia falsa de Ou Chen (2009)
- A Good Wife and Mother - Zheng Kelian (2009)
- Schemes of a Beauty - Princesa Wantao (2009)
- Wu Xie Ke Ji Zhi Mei Nv Ru Yun - You Xiaorou (2010)
- The Three Daughters of the Xia - Xia Youshan (2010)
- True Love - Xia Youshan (2010)
- Wu Xie Ke Ji Zhi Gao Shou Ru Lin - Ye Rou (2011)
- Love Awakes - Mu Zhiqing (2011)
- My Economical Man - Mo Rou (2012)
- Fairytale - Xiao Xiao (2012)
- Love Destiny - Cheng Xi (2013)
- Surprise - Wang Qige (2014)
- Tao of Love - Murong Haiqing (2014)
- Young Sherlock - Li Wanqing (2014)
- Swords of Legends - Ye Chenxiang (2014)
- Love is Back - Ming Liang (2014)
- I am Du Lala - Du Lala (2016)
- Singing All Along - Wei Yue (2016)
- Hello Joann - Qiao An (2016)
- April Star - Ye Fanxing (2017)
- Midnight Diner - Cliente (2017)
- The New Dragon Gate Inn - Jin Xiangyu (2018)
- No Secrets - Lin Xingran (2019)
- HUM∀NS - An Xi (2020-)
- Breath of Destiny (2020-)

### Películas
- Beauty of Chongqing - Sha Ruoxin (2009)
- Coming Back -  Nie Yinniang (2010)
- On My Way (2012)
- Substitute Millionaire (2012)
- Broadcasting Girl (2014)
- Manhunt (2018)

### Apariciones en programas
| Año  | Programa                     | Notas                  |
| ---- | ---------------------------- | ---------------------- |
| 2021 | Who's the Murderer           | invitada               |
| 2020 | Happy Camp                   | invitada               |
| 2020 | Heart Signal S3              | panelista              |
| 2019 |                              | junto a Lee Seung-hyun |
| 2019 | Who's The Murderer: Season 5 |                        |

### Embajadora
| Fecha | Título                                    | Notas                  |
| ----- | ----------------------------------------- | ---------------------- |
| 2020  | Mengniu’s Deluxe Ice Cream                | Portavoz               |
| 2020  | Balmain                                   | Amiga de la marca      |
| 2019  | Chinese New Year Tom and Jerry Collection | junto a Lee Seung-hyun |

### Eventos
| Fecha             | Título                              | Notas                                |
| ----------------- | ----------------------------------- | ------------------------------------ |
| diciembre de 2019 | Etro Store Event                    | junto a Lee Seung-hyun - en Shanghái |
| noviembre de 2019 | 2019 Bazaar Stars Charity Night     | [ 10 ]                               |
| noviembre de 2019 | Zhejiang TV’s - "T-Mall 11.11 Gala" |                                      |

### Revistas / sesiones fotográficas
| Fecha | Título                                | Notas                                       |
| ----- | ------------------------------------- | ------------------------------------------- |
| 2020  | National Geographic Traveler - Warsaw | (publicación de marzo)                      |
| 2020  | InStyle China                         | (publicación #582) - junto a Lee Seung-hyun |
| 2020  | OK! Magazine                          | junto a Lee Seung-hyun                      |
| 2020  | Grazia China                          | (publicación #442) - junto a Lee Seung-hyun |
| 2020  | Modern Weekly                         | (publicación #1099)                         |
| 2019  | The NY Times Travel Magazine China    | (publicación de diciembre)                  |
| 2019  | Grazia China                          | (publicación #435)                          |
| 2019  | InStyle China                         | (publicación #571)                          |
| 2019  | Harper’s Bazaar China                 | junto a Jin Han                             |

## Discografía

#### Música ficción
- Tea Love (2007)

#### Canciones
- Dream ON Y VA
- Álbum—Beauty and the Geek (2008)
- Beauty and the Geek (with Yuan Chengjie)
- The Bund 18 (with Yuan)
- With You by My Side (with Yuan)
- If You Are the Sky (with Yuan)
- Sweet Burden (with Yuan)
- Cupid (with Yuan)
- Álbum—2U (2009)
- Both Side of Love (with Yuan)
- Love Affairs (with Yuan)
- Fantastic Fortune (with Yuan)
- Barbera (with Yuan)
- Rouge Bank
- Three People

### Álbumes
- 2011: If Love Forgets (如果爱忘了)
- 2013: L to V Secret (L to V秘密)
- 2013: The Lost (失窃之物)
- 2014: Hello Goodbye (你好,再见)
- 2015: My Fresh Girlfriend (我的新鲜女友)

### Singles
- "Be Half of You" (with Yuan in 2010)
- "Fiction and Fact" (with Yuan in 2010)
- "Perfect Match" (with Yuan in 2010)
- "Love You Too Much" (2010)
- "Between Black & White" con Van Fan (2011)
- "Confiscate" (2011)
- "On My Way" (2012)
- "Love Has No Reason" (2012)
- "Letting Go For Love" (2012)
- "In Order to Meet You" con Aska Yang (2013)
- "Love Has Its Own Free Will" (2013)
- "Forgive Him" (2013)
- "Us" (2013)
- "The World of Xianxia: Let Slip" (2013)
- "You Are the Right One" con Lee Jun-ho (2014)
- "Lucky Lucky" (2014)
- "Forget and Remember" (2015)
- "Dream of Zhu Xian: Spring Life" (2017)
- "There's a Person" (2017)
- "Rainy Day" (2017)

## Reconocimientos
- K-GOLD (2007)
- NOKIA (2007)
- FAIRWHARE (2007)
- SHU UEMURA (2007)
- CANON (2008)
- MAYBELLINE (2008)
- NESTLE (2009)
- LONGINES (2009)
- TISSOT (2009)
- JASONWOOD (2010)
- SEMIR (2010)
- YIN LE DI KTV (2010)
- THE TAILOR BIRD (2011)